# Linda Grant (Schriftstellerin, 1942)
Linda Grant, Pseudonym von Linda VerLee Williams, (* 28. Mai 1942) ist eine US-amerikanische Schriftstellerin und Pädagogin.

## Leben
Linda VerLee Williams studierte Anglistik an der University of California in Berkeley. Anschließend trat sie dem Friedencorps (Peace Corps) bei, reiste nach Äthiopien und lehrte von 1966 bis 1968 im Auftrag des Bildungsministeriums in Schulen auf allen Bildungsstufen. Nach der Rückkehr nach Kalifornien lehrte sie als Dozentin (Instructor) an der University Extension, University of California und wirkte als Mitarbeiterin beim The Learning Circle in Berkeley. Sie verfasste 1983 ein Sachbuch über Lernmethoden und 1986 einen Ratgeber über die Anwendung des Programms EasyWriter.
Unter dem Pseudonym „Linda Grant“ debütierte sie 1988 mit dem ersten Kriminalroman Random Access Murder der sechsbändigen Buchreihe Catherine Sayler Mystery.  Einige der Bände sind in die deutsche und französische Sprache übersetzt worden. Linda Grant schrieb mehrere Comichefte der Reihe Star Wars. Sie ist ein langjähriges Mitglied des Netzwerks Sisters in Crime und veröffentlichte Kurzgeschichten in Sisters in Crime Band 3 und 4 sowie anderen Anthologien.

## Bücher

### Sachbücher
- als Linda V. Williams: Teaching for the Two-Sided Mind. A Guide to Right Brain/Left Brain Education. Prentice Hall, New York 1983
- als Linda V. Williams: Using Easy Writer II System. Self-teaching Guides. Simon & Schuster, New York 1986
- als Linda Grant: Well said. Advanced English pronunciation. Heinle & Heinle, Boston 1993

### Kriminalromane
- Random Access Murder. Catherine Sayler Mystery. Band 1. Avon, New York 1988
- Blind Trust. Catherine Sayler Mystery.  Band 2. Scribner, New York 1990
  - dt. Übersetzung von Gloria Ernst: Betriebsblind. Ein Catherine-Sayler-Kriminalroman. Piper, Zürich 1993, ISBN 978-3-492-15597-7.
- Love Nor Money. Catherine Sayler Mystery. Band 3. Scribner, New York 1992
  - dt. Übersetzung von Gloria Ernst: Die Rattenfänger von San Francisco. Piper, Zürich 1994, ISBN 978-3-492-15620-2.
- A Woman's Place. Catherine Sayler Mystery. Band 4. Scribner, New York 1994
- Lethal Genes. Catherine Sayler Mystery. Band 5. Scribner, New York 1996
  - dt. Übersetzung von Tatjana Kruse: Tod im Labor. Scherz Verlag, 1998, ISBN 978-3-502-51669-9.
  - franz. Übersetzung von Isabelle Hausser: Mort transgénique. Librairie Générale Française, Paris 2000
- Vampire Bytes. Catherine Sayler Mystery. Band 6. Scribner, New York 1998
  - dt. Übersetzung von Alexandra Witjes: Tödliches Spiel. Ullstein, 2001, ISBN 978-3-548-25004-5.
- als Redaktorin: Shameless promotion for brazen hussies. Sisters in Crime, Blacksburg (Virginia), 1995

### Kurzgeschichten in Anthologien
- Lady Luck. In: Marilyn Wallace (Hrsg.): Sisters in Crime. Band 3. Berkley 1990
- Last Rites. In: Marilyn Wallace (Hrsg.): Sisters in Crime. Band 4. Berkley 1991
- No Better Than Her Father. In: Tony Hillerman (Hrsg.):  The Mysterious West. HarperCollins 1994
- Ashes to Ashes. In: Carolyn G. Hart (Hrsg.): Malice Domestic. Band 4. Pocket 1995
- Hamlet’s Dilemma. In: Sara Paretsky (Hrsg.): Women on the Case. Delacorte 1996
- The Mother of Our Country. In: Nancy Pickard (Hrsg.): The First Lady Murders. Pocket 1999
- The Second-Oldest Profession. In: Nancy Pickard (Hrsg.): Mom, Apple Pie, and Murder. Berkley 1999
- Never Too Old. In: Sara Paretsky (Hrsg.): Sisters on the Case. Celebrating Twenty Years of Sisters in Crime. Signet 2007

### Comics
- Heft 83: Sweetheart Contract. Marvel Comics 1984
- Heft 7: Freiheitskampf auf Drogheda. Ehapa-Verlag, Stuttgart 1985
- Heft 6: A Long Time Ago… Dark Horse Comics 1999
- Heft 6: A Long Time Ago…. Wookiee World. Dark Horse Comics 2003
- Heft 11: Die Rückkehr. Panini 2013
- Heft 3: The Original Marvel Years Omnibus. (Tom Palmer Cover), Marvel Comics 2015